# Verdún

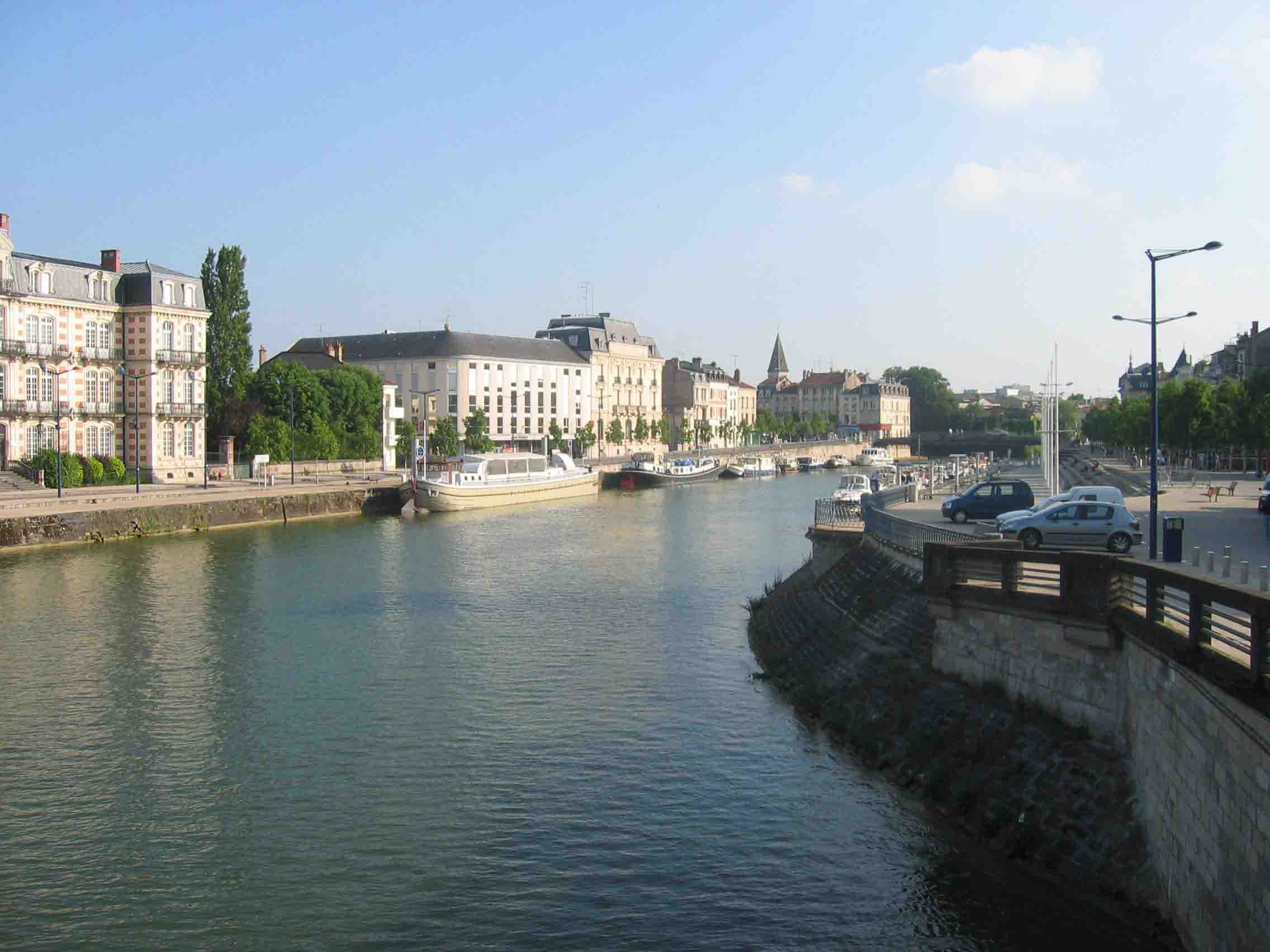
El río Mosa en Verdún

Verdún es una ciudad (en francés, ville) situada en el departamento de Mosa, en la región de Gran Este (Francia). Tiene una población estimada, en 2019, de 16 942 habitantes.
Es una de las dos subprefecturas (junto con Commercy) del departamento y la chef-lieu (capital) del distrito del mismo nombre.
Es bien conocida por dar nombre a la Batalla de Verdún, una de las más importantes de la Primera Guerra Mundial.

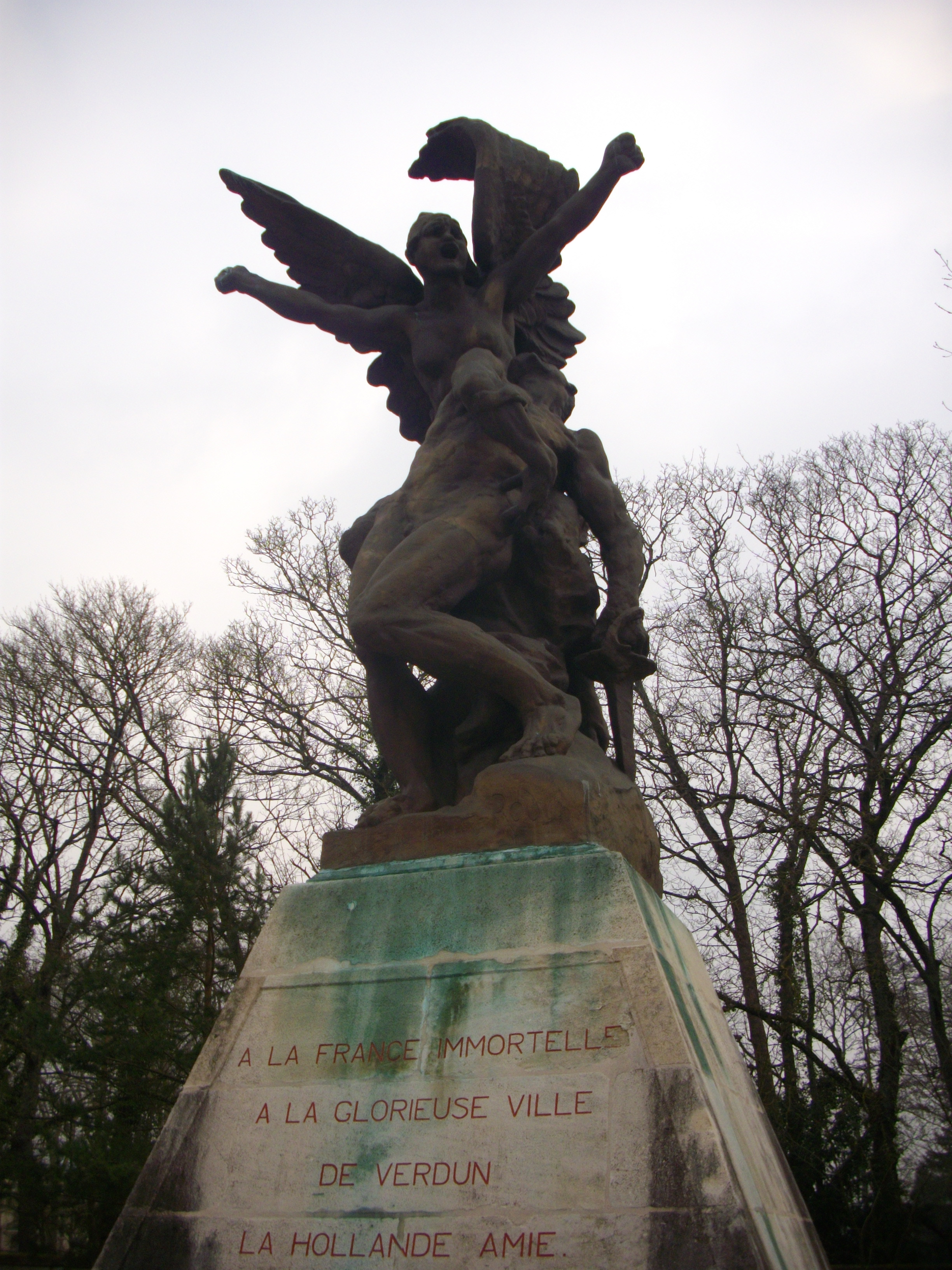
La Défense, de Rodin

## Demografía
| 9 060 | 9 136 | 10 276 | 9 819 | 15 533 | 10 577 | 13 448 | 13 941 | 12 742 | 12 394 | 12 941 | 10 738 | 15 781 | 16 053 | 17 755 | 18 852 | 22 151 | 21 360 | 21 706 | 21 701 | 12 788 | 14 280 | 16 540 | 19 460 | 14 609 | 18 831 | 21 982 | 22 013 | 23 621 | 21 516 | 20 753 | 19 624 | 19 147 | 16 642 |
| Para los censos de 1962 a 1999 la población legal corresponde a la población sin duplicidades (Fuente: INSEE [Consultar]) |       |        |       |        |        |        |        |        |        |        |        |        |        |        |        |        |        |        |        |        |        |        |        |        |        |        |        |        |        |        |        |        |        |